# Tudor Petruș
Tudor Andrei Petruș (n. 2 octombrie 1949, Cluj, România – d. 12 septembrie 2017) a fost un scrimer olimpic român specializat pe floretă și un antrenor de scrimă.

## Carieră
A absolvit la ANEFS București, unde a practicat scrimă sub conducerea lui Jacques Istrate și Vasile Chelaru, apoi s-a alăturat clubului CSA Steaua București, cu care a câștigat medalia de bronz la Cupa Europei de Scrimă din 1978. A fost numit maestru al sportului în anul 1976. A participat la ambele probe de floretă la Jocurile Olimpice din 1976 de la Montreal, clasându-se pe locul 45 la proba individual și pe locul 9 pe echipe. La Olimpiada din 1980 de la Moscova s-a clasat pe locul 35 la individual și pe locul 5 pe echipe.
După ce s-a retras, a devenit antrenor de scrimă la CSA Steaua, apoi la lotul olimpic de floretă feminină, inițial ca secund lui Ștefan Haukler în perioada 1986-1990, apoi ca antrenor principal. Sub conducerea sa, echipa a fost dublă campioană mondială în 1994 și în 1995, iar Laura Badea a câștigat medalia de aur la Jocurile Olimpice din 1996 de la Atlanta.